# نعمان عراب
نعمان عراب  (1987 المغرب) هو لاعب كرة قدم مغربي.